# Танкова дивізія «Клаузевіц»
Танкова дивізія «Клаузевіц» (нім. Panzer-Division «Clausewitz»; також знана як 45-а танкова) — танкова дивізія Вермахту в Другій світовій війні.

## Бойовий шлях
Дивізія була зібрана в Лауенбурзі із залишків розгромлених дивізій і навчальних підрозділів; її командиром став генерал-лейтенант Мартін Унрайн. Основний контингент дивізії склали підлітки з Гітлерюгенда, що пояснює їх високий бойовий дух на безнадійному для Німеччини етапі війни. Дивізія у складі 12-ї армії намагалася прорватися до Берліна, але була зупинена за 30 кілометрів від бункера фюрера. Потім дивізія розгорнулася на захід і завдала декілька вагомих ударів по військах союзників в горах Гарц, поки 21 квітня не було розгромлене 5-ю танковою дивізією США. Залишки відступили до Ельби, де капітулювали із закінченням війни.

## Бойовий склад
- Штаб танкової дивізії «Гольштейн»
- Танковий полк «Клаузевіц» (106-а танкова бригада «Фельдхернхалле»)
- 2-й батальйон 1 -го танкового полку «Фельдхернхалле»
- Танковий гренадерський полк «Клаузевіц 1» (навчальний моторизований полк «Фельдхернхалле»)
- Танковий гренадерський полк «Клаузевіц 2» (42-й танковий гренадерський полк)
- Дивізіон винищувачів танків «Клаузевіц» (дивізіон САУ «Велика Німеччина»)
- Недовчені підрозділи танкової артилерійської школи